# Oruza unipuncta
Oruza unipuncta är en fjärilsart som beskrevs av W. Warren 1913. Oruza unipuncta ingår i släktet Oruza och familjen nattflyn. Inga underarter finns listade i Catalogue of Life.